# A Winter Symphony
A Winter Symphony (en español: Una sinfonía invernal) es el primer álbum de estudio con motivo navideño y octavo en total de la cantante soprano Sarah Brightman. Algunas de las canciones que recoge el álbum fueron lanzadas por Brightman en el DVD A Gala Christmas in Vienna en 1998, con las colaboraciones de Plácido Domingo, Helmut Lotti y Richardo Cocciante. El 23 de noviembre de 2008, ella interpretó la canción "Silent Night" ("Noche de Paz") en el desfile de Navidad en Walt Disney World, sin embargo, este fue transmitido por la ABC hasta el 25 de diciembre.
A Winter Symphony ya fue lanzado en formatos DVD, CD y edición especial.

## Lista de canciones
1. "Arrival" – 3:15
2. "Colder Than Winter" – 4:02
3. "Ave Maria" (con Fernando Lima) – 4:08
4. "Silent Night" – 3:08
5. "In the Bleak Midwinter" – 3:43
6. "I've Been This Way Before" – 3:50
7. "Jesu, Joy of Man's Desiring" – 3:58
8. "Child in a Manger" – 3:08
9. "I Wish It Could Be Christmas Everyday" – 4:42
10. "Amazing Grace" – 3:04
11. "Ave María" (Bach/Gounod) – 2:52
12. "I Believe in Father Christmas" – 3:44[2]

### Canciones bonus
1. "When a Child Is Born" (Solo en la versión "De lujo" en formatos DVD y CD.)
2. "Carpe Diem" (con Mario Frangoulis) (Solo en la versión "De lujo" en formatos DVD y CD.)
3. "Happy Christmas (War Is Over)" (Solo en la versión "De lujo" en formatos DVD y CD.)
4. "First Of May" (Solo en la versión japonesa)
5. "He Moved Through The Fair" (Solo en la versión japonesa)

## Listas
El álbum vendió 14.000 copias en Estados Unidos en su primera semana de lanzamiento, debutando en el puesto #38 del Billboard 200. También logró altas posiciones en otras listas de Billboard como en la lista "Classical Crossover Albums"  donde alcanzó la posición #3, codeándose con otros de sus colegas como Andrea Bocelli, con Incanto (en el primer puesto) y Yo-Yo Ma, con Songs Of Joy And Peace (en el segundo puesto). Igualmente, A Winter Symphony debutó en el puesto #6 en la lista "Billboard Holiday Albums", siendo la primera vez que Sarah Brightman ingresaba a esta lista.

### Posicionamientos
| Lista (2008)                             | Posición más alta |
| ---------------------------------------- | ----------------- |
| Billboard 200 Albums                     | 38                |
| Billboard Top Classical Crossover Albums | 3                 |
| Billboard Top Internet Albums            | 4                 |
| Billboard Top Holiday Albums             | 6                 |
| Oricon Top Weekly Albums                 | 10                |
| Canadá Albums Chart                      | 9                 |
| Grecia Albums Chart                      | 20                |
| Finlandia Albums Charts                  | 35                |
| Suiza Album Charts                       | 32                |
| UK Albums Chart                          | 177               |
| World Albums Charts                      | 40                |